# Henri Le Fauconnier

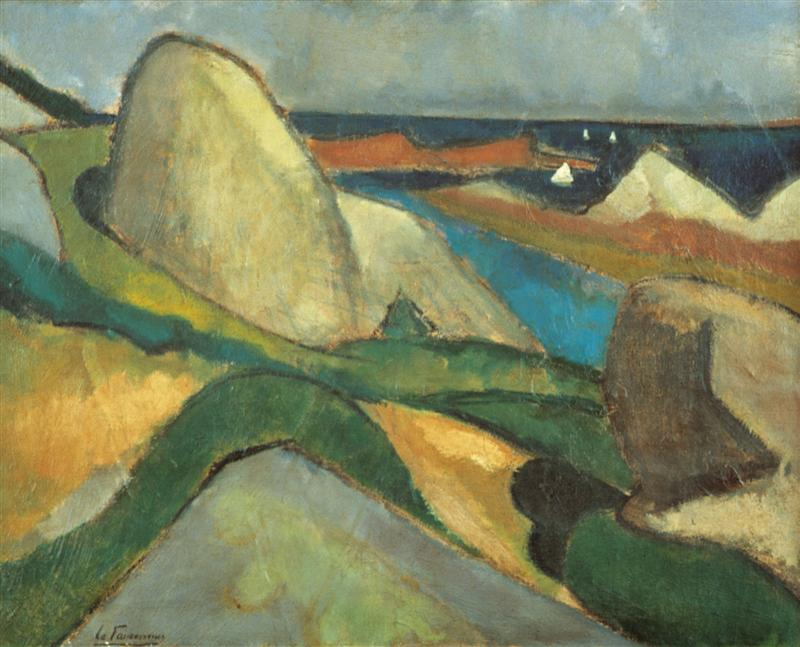
Ploumanac’h (1908)

Henri Victor Gabriel Le Fauconnier (ur. 5 lipca 1881 w Hesdin, zm. 25 grudnia 1946 w Grosrouvre) – francuski malarz-kubista.
Urodził się w rodzinie lekarza Louisa Fauconniera i jego żony Gabrielli Roux. W roku 1901 przybył do Paryża i rozpoczął studia w pracowni Jean-Paul Laurensa oraz od roku 1906 w Académie Julian.
W roku 1905 zmienił nazwisko na Le Fauconnier i zaczął wystawiać obrazy w Salonie Niezależnych.
W roku 1908 wyjechał na rok do Bretanii i zamieszkał w Ploumanac’h. W roku 1909 zetknął się z malarzami Albertem Gleizesem und Robertem Delaunayem.
W roku 1910 został członkiem Nowego Zrzeszenia Artystów w Monachium. W następnym roku wyjechał do Włoch. W roku 1912 uczestniczył w zbiorowej wystawie w Muzeum Folkwang w Hagen i napisał przedmowę do katalogu tej wystawy. W tym samym roku został kierownikiem Académie de la Palette w Paryżu i poślubił Rosjankę Marusię Barannikową. I wojna światowa zastała Le Fauconniera w Holandii, gdzie pozostał do roku 1919, by uniknąć poboru do armii francuskiej.
Powrócił do Paryża w roku 1920. Od roku 1923 zamieszkał w miesiącach letnich w domu w Grosrouvre w departamencie Yvelines w regionie Île-de-France. Zmarł tam samotnie na zawał serca i został pochowany na miejscowym cmentarzu.

## Twórczość
Twórczość Le Fauconniera ulegała w ciągu lat życia różnorodnym wpływom. 
Początkowo w latach (1905–1907) malował w stylu neoimpresjonizmu. W okresie pobytu w Bretanii tworzył w stylu nabizmu i fowizmu. W latach (1909–1913) tworzył w stylu kubizmu, podczas pobytu w Holandii (1914–1919) w stylu ekspresjonizmu. W okresie powojennym zwrócił się ku realizmowi.